# Lávafolyam (antiminta)
A számítógép-programozásban a lávafolyam egy olyan kód, amit nagyon nehéz megváltoztatni, mivel annak következményei sokba kerülnek, vagy legalábbis elveszne a kompatibilitás a régebbi verziókkal.
A fejlesztési csapatban történő változások elősegítik a lávafolyamot. A tudás az idő múlásával is elveszhet. Annak következtében, hogy nehéz lecserélni ezeket a kódszakaszokat, megőrzik ezeket, és máshol fejlesztenek, amivel bonyolítják a rendszert és a zűrzavart.
A lávafolyam antimintának tekinthető, egy gyakori jelenség, ami a tervezés hibája miatt alakul ki.

## Fordítás
Ez a szócikk részben vagy egészben  a   Lava flow (programming) című angol Wikipédia-szócikk fordításán alapul.  Az eredeti cikk szerkesztőit annak laptörténete sorolja fel. Ez a jelzés csupán a megfogalmazás eredetét és a szerzői jogokat jelzi, nem szolgál a cikkben szereplő információk forrásmegjelöléseként.